# ヘルムート・ハイエ

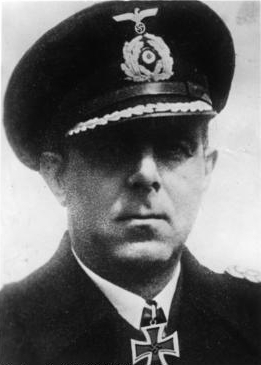
海軍大佐時代のハイエ。（1941年1月29日撮影）

ヘルムート・グイド・アレクサンダー・ハイエ（Hellmuth Guido Alexander Heye, 1895年8月9日 - 1970年11月10日）は、ドイツの海軍軍人、政治家。最終階級は海軍中将（Vizeadmiral）。
帝政時代から第二次世界大戦敗戦までドイツ海軍に将校として勤務する。戦後はドイツキリスト教民主同盟（CDU）所属の連邦議会議員となり、防衛委員（Wehrbeauftragter）などを務めた。父はヴィルヘルム・ハイエ陸軍上級大将で、グイド・ケルヒャー海軍大将は叔父に当たる。

## 経歴

### 帝国時代・共和国時代
1895年、ベッキンゲンに生まれる。その後はグローガウ、メッツ、ベルリンの人文主義ギムナジウムに通った。1914年4月、ベルリンの学校を卒業した後にドイツ帝国海軍の士官候補生（Seekadett）に志願する。基礎訓練を終えた後、1914年8月10日より大巡洋艦「ヴィクトリア・ルイーゼ」に配属され、また1916年1月2日からは戦艦「カイゼリン」に移っている。1914年12月23日には候補生（Fähnrich zur See）に昇進、水雷訓練艦「ヴュルテンベルク」および水雷艇112号（T 112）で水雷戦に関する教育を受けた。その後は戦艦カイゼリンに戻り、見張り士官（Wachoffizier）、信号士官（Signaloffizier）、副官（Adjutant）などの役職を務めた。1916年7月12日、海軍少尉に昇進。1917年12月3日より潜水艦学校（Unterseebootschule）での教育を受ける。1918年1月16日から4月24日まで第6魚雷師団（Torpedodivisionsbootes D 6）長を務め、その後は再び訓練艦ヴュルテンベルクでの教育を受けた後、いくつかの掃海艇で甲板士官などを務めた。敗戦時は小型練習艦の艦長の任にあった。彼は第一次世界大戦を通じて一級・二級鉄十字章および潜水艦作戦章などを受章した。
戦後は海軍参謀部の海軍史研究室に勤務していたが、やがて魚雷艇艇長として戦闘任務に復帰。1920年9月28日に海軍中尉、1926年4月1日には海軍大尉に昇進する。1932年から1934年9月28日まで第4魚雷艇団（4. Torpedobootshalbflottille）の指揮官を務める。1933年7月1日、海軍少佐に昇進。

### ナチス・ドイツと第二次世界大戦
その後、1939年まで海軍総司令部（OKM）に勤務する。この最中の1937年7月1日には海軍中佐に昇進している。1938年に発生したズデーテン危機の折に計画部（Planungsausschusses）の責任者となり、同年10月25日には「対英海戦の可能性、および海軍に求められる戦略目標と設備」（Möglichkeiten einer Seekriegsführung gegen England und die sich daraus ergebenden Forderungen für die strategische Zielsetzung und den Aufbau der Kriegsmarine）なる覚書を作成している。この覚書では、英国による封鎖を突破することは不可能であり、海軍が果たすべき目標は英国の海上貿易の妨害にあるとしていた。
1939年1月1日、海軍大佐に昇進。1939年4月29日から1940年9月3日まで、重巡洋艦アドミラル・ヒッパーの艦長を務めた。さらにヴェーザー演習作戦に参加し、1940年4月8日にはノルウェー沖で英駆逐艦グローウォームを撃沈している（トロンヘイム沖海戦）。この海戦の後、ハイエは英海軍本部に対して赤十字社経由でグローウォーム艦長ジェラルド・ロープ中佐の勇気を称える電報を送っている。1940年6月から8月にかけてノルウェー海上で複数の巡洋艦部隊を率いて作戦行動にあたった。1941年1月18日にはトロンヘイム沖海戦での戦功に対して騎士鉄十字章が授与されている。
1940年9月より高級参謀勤務に移る。9月5日から10月18日まで東部保安司令官（Befehlshaber Sicherung Ost）付参謀長、その後1941年2月13日まで西部保安司令官付参謀長を務めた。2月14日、カールゲオルク・シュスター提督指揮下のZ提督区（Dienststelle Admiral Z）なる部局の参謀長に就任。この部局は間もなく南東提督区（Admiral Südost）となり、1941年7月1日以降は南方海軍集団司令部（Marinegruppenkommando Süd）となった。ハイエはここで1942年8月末まで参謀長を務めた。1942年2月16日、艦隊戦闘章を受章。同年9月1日、少将（Konteradmiral）に昇進。9月15日から11月18日まで黒海司令長官（Kommandierender Admiral Schwarzes Meer）、12月3日から1944年4月4日まで北方海軍集団司令部参謀長として勤務。1943年6月7日以降は艦隊司令部参謀長も兼任している。
1944年4月20日、ハイエは海軍総司令部付特殊戦総審査官（Generalreferenten Sonderkampfmittel im OKM）および海軍小型戦闘部隊司令長官（Kommandierenden Admiral der Kleinkampfverbände der Kriegsmarine）に就任、敗戦まで務めた。これらの職の元、ハイエは小型戦闘部隊に所属する特殊潜航艇、人間魚雷、体当たり攻撃艇、海軍特殊戦部隊、フロッグマンなどを指揮した。彼はカール・デーニッツ提督に対し、不要なUボートに爆薬を満載して体当たり攻撃に投入する作戦を提案しているが、実行に移されることはなかった。1944年8月1日、海軍中将に昇進。

### 戦後
敗戦後の1945年5月20日に英軍捕虜となり、1946年12月6日まで捕虜収容所で暮らした。
釈放後は作家となり、海運や海洋戦略、海軍史などを扱った。彼はアメリカ海軍歴史班にも所属し、ドイツの国防および政治情勢の評価担当顧問として働いた。1948年にフリッツ・キュスターが設立した歴史研究財団『Das Andere Deutschland』にも所属した。

### 政治家
1953年よりCDU所属の議員となり、1961年までヴィルヘルムスハーフェン＝フリースラント選挙区選出の連邦議会議員を務めた。1961年11月8日、満場一致でハイエが連邦議会防衛委員に選出される。1964年11月10日、雑誌『クイック』の特集記事内でハイエが連邦軍の内部組織を批判した事に端を発する連邦国防省との衝突の末、ハイエの解任が提案される。翌日、連邦議会議長オイゲン・ゲルステンマイヤーはこれを執行した。
1970年11月10日、死去。

## 受章
- 鉄十字章
  - 二級・一級鉄十字章（1914年版）[4]
  - 二級・一級鉄十字章略章（1939年版）[4] - 1940年2月23日受章（二級）、1940年4月14日受章（一級）
  - 騎士鉄十字章 - 1941年1月18日受章[4]
- 二級フリードリヒ＝アウグスト十字章（ドイツ語版） - 1918年2月14日受章[4]
- 潜水艦作戦章（英語版）（1918年版）[4]
- イタリア王冠勲章（ドイツ語版）指揮官級 - 1937年12月1日受章[4]
- 1938年10月1日記念メダル - 1939年5月22日受章[4]
- メーメル返還記念メダル - 1939年10月26日受章[4]
- 三級スペイン海軍戦功十字章白章（Spanisches Marine-Verdienstkreuz III. Klasse in Weiß） - 1940年5月6日受章[4]
- 艦隊戦闘章 - 1942年2月16日受章[4]
- ルーマニア王冠勲章（ドイツ語版）将校級 - 1943年1月15日受章[4]
- 剣付ローマ鷲勲章（ドイツ語版）指揮官級 - 1943年8月24日受章[4]

## 関連書籍
- Hans H. Hildebrand: Deutschlands Admirale 1849–1945. Band 2: H-O. Biblio Verlag, Osnabrück 1989, ISBN 3-7648-1499-3, S. 93–94.